# Yves Ngue Ngock
Yves Ngue Ngock (25 januari 1989) is een Kameroens wielrenner. Ngue Ngock behaalde enkele overwinningen en een aantal ereplaatsen in de twee belangrijkste koersen in zijn thuisland; de GP Chantal Biya en de Ronde van Kameroen. 

## Overwinningen
2008
Proloog GP Chantal Biya
2009
Proloog GP Chantal Biya
2011
1e etappe en eindklassement GP Chantal Biya
2012
Eindklassement en jongerenklassement Ronde van Kameroen
1e etappe GP Chantal Biya
2013
1e etappe en eindklassement GP Chantal Biya